# Хрипелів
Хрипелів — річка в Українських Карпатах, у межах Надвірнянського району Івано-Франківської області. Ліва притока Бистриці Надвірнянської (басейн Дністра). 

## Опис
Довжина 11 км, площа басейну 36,4 км². Похил річки 45 м/км. Річка гірського типу. Долина вузька і глибока, в середній та верхній течії повністю заліснена. Річище слабозвивисте (в пониззі більш звивисте), дно кам'янисте, з численними перекатами. 

## Розташування
Хрипелів бере початок при північно-східних схилах гори Станимир (масив Ґорґани). Тече спершу на північний схід, далі — на південний схід. Впадає до Бистриці Надвірнянської неподалік від центральної частини села Зелена. 